# Daniele Sciaudone
Daniele Sciaudone (Bergamo, 10 agosto 1988) è un calciatore italiano, centrocampista della Trevigliese.

## Carriera
Dopo aver iniziato a giocare nel settore giovanile dell'Alzano Virescit è passato in quello della Tritium, ed ha esordito in prima squadra con la società abduana il 28 agosto 2005, in una partita di Coppa Italia di Serie D vinta per 3-1 contro il Caravaggio, nella quale ha anche segnato il suo primo gol in carriera. Nel corso della stagione è stato utilizzato più volte come titolare dal tecnico Eugenio Mismetti, collezionando complessivamente 2 reti in 22 presenze nel campionato di Serie D. L'anno seguente gioca altre 26 partite in Serie D, ed a fine anno viene ceduto al Taranto; con la società pugliese fa il suo esordio tra i professionisti, giocando 3 partite in Serie C1. La stagione seguente trova più spazio anche in campionato, nel quale colleziona 21 presenze e segna anche un gol, contro la Pistoiese.
Si è poi trasferito al Foligno, sempre in Lega Pro Prima Divisione; è rimasto con la formazione umbra per due stagioni, nelle quali ha messo a segno 14 reti in 63 partite di campionato e ha anche giocato 2 partite nei play-out di Lega Pro, oltre a due partite (e un gol) nella Coppa Italia 2010-2011.
Nella stagione 2011-2012 fa ritorno in Lega Pro Prima Divisione, sempre tra le file del Taranto, disputando anche i play-off per la promozione in Serie B.
Nell'estate del 2012 viene prelevato dal Bari, con cui nella stagione 2012-2013 ha segnato 4 gol in 35 presenze nella serie cadetta.
Nella stagione 2013-2014, Sciaudone scende in campo 42 volte (3 delle quali nei play-off) mettendo a segno 5 reti (una delle quali nei play-off). In totale con la maglia biancorossa mette insieme 101 presenze e 12 gol.
Il 20 gennaio 2015 viene ceduto al Catania a titolo temporaneo con obbligo di riscatto per 500.000 euro; colleziona 18 presenze e 2 gol. A fine stagione viene esercitato l'obbligo di riscatto da parte della società siciliana. Il 6 agosto seguente passa a titolo definitivo alla Salernitana, firmando un contratto triennale.
Il 29 gennaio 2016 viene ceduto in prestito con diritto di riscatto allo Spezia. A fine stagione risolve il proprio contratto con la società campana, facendo ritorno in Liguria, siglando un nuovo accordo con il club spezzino.
Il 31 agosto 2017, nell'ultimo giorno di mercato, viene acquistato dal Novara a titolo definitivo.
Il 26 gennaio 2019 si trasferisce al Cosenza, in Serie B, con la formula del prestito secco fino a fine stagione. Totalizza 16 presenze in campionato contribuendo notevolmente alla salvezza della squadra con 5 gol all'attivo. Nell'estate del 2019 torna al Cosenza, sottoscrivendo un contratto biennale con la società calabrese. Totalizza 30 presenze in campionato e mette a segno 4 gol. La stagione successiva (2020-2021) totalizza 35 presenze e mette a segno un solo gol (contro la Spal al "Marulla"), concludendo però il campionato con una retrocessione in serie C. 
Dopo aver collezionato 291 presenze in Serie B (298 play-off inclusi), il 26 agosto 2021 scende di categoria firmando un biennale con la neo retrocessa Reggiana. Seguono poi esperienze in Serie D con Fidelis Andria e Brusaporto.
Nell'estate del 2024 viene ammesso al corso UEFA B che consente di essere tesserati come collaboratori negli staff di Serie A e B e di essere allenatori in seconda in Serie C oltre a poter allenare tutte le prime squadre fino alla Serie D; continua inoltre anche a giocare, accasandosi ai bergamaschi della Trevigliese in Eccellenza.

## Filmografia
- 2015 - Una meravigliosa stagione fallimentare

## Statistiche

### Presenze e reti nei club
Statistiche aggiornate al 18 aprile 2024.
| Stagione        | Squadra         | Campionato      | Campionato | Campionato | Coppa nazionale | Coppa nazionale | Coppa nazionale | Coppe continentali | Coppe continentali | Coppe continentali | Altre coppe | Altre coppe | Altre coppe | Totale | Totale |
| Stagione        | Squadra         | Comp            | Pres       | Reti       | Comp            | Pres            | Reti            | Comp               | Pres               | Reti               | Comp        | Pres        | Reti        | Pres   | Reti   |
| --------------- | --------------- | --------------- | ---------- | ---------- | --------------- | --------------- | --------------- | ------------------ | ------------------ | ------------------ | ----------- | ----------- | ----------- | ------ | ------ |
| 2005-2006       | Tritium         | D               | 22         | 3          | -               | -               | -               | -                  | -                  | -                  | -           | -           | -           | 22     | 3      |
| 2006-2007       | Tritium         | D               | 26         | 1          | -               | -               | -               | -                  | -                  | -                  | -           | -           | -           | 26     | 1      |
| Totale Tritrium | Totale Tritrium | Totale Tritrium | 48         | 4          |                 | -               | -               |                    | -                  | -                  |             | -           | -           | 48     | 4      |
| 2007-2008       | Taranto         | C1              | 3+0        | 0          | CI+CI-LP        | 0               | 0               | -                  | -                  | -                  | -           | -           | -           | 3      | 0      |
| 2008-2009       | Taranto         | 1D              | 21         | 1          | CI+CI-LP        | 1+0             | 0               | -                  | -                  | -                  | -           | -           | -           | 22     | 1      |
| ago. 2009       | Taranto         | 1D              | 0          | 0          | CI+CI-LP        | 1+0             | 0               | -                  | -                  | -                  | -           | -           | -           | 1      | 0      |
| ago. 2009-2010  | Foligno         | 1D              | 31         | 7          | CI+CI-LP        | 0+0             | 0               | -                  | -                  | -                  | -           | -           | -           | 31     | 7      |
| 2010-2011       | Foligno         | 1D              | 32+2       | 7+0        | CI+CI-LP        | 2+0             | 1+0             | -                  | -                  | -                  | -           | -           | -           | 36     | 8      |
| Totale Foligno  | Totale Foligno  | Totale Foligno  | 63+2       | 14         |                 | 2               | 1               |                    | -                  | -                  |             | -           | -           | 67     | 15     |
| 2011-2012       | Taranto         | 1D              | 27+2       | 3          | CI+CI-LP        | 2+0             | 0               | -                  | -                  | -                  | -           | -           | -           | 31     | 3      |
| Totale Taranto  | Totale Taranto  | Totale Taranto  | 51+2       | 4          |                 | 4               | 0               |                    | -                  | -                  |             | -           | -           | 57     | 4      |
| 2012-2013       | Bari            | B               | 35         | 4          | CI              | 1               | 0               | -                  | -                  | -                  | -           | -           | -           | 36     | 4      |
| 2013-2014       | Bari            | B               | 39+3       | 4+1        | CI              | 2               | 0               | -                  | -                  | -                  | -           | -           | -           | 44     | 5      |
| 2014-gen. 2015  | Bari            | B               | 19         | 2          | CI              | 2               | 0               | -                  | -                  | -                  | -           | -           | -           | 21     | 2      |
| Totale Bari     | Totale Bari     | Totale Bari     | 93+3       | 10+1       |                 | 5               | 0               |                    | -                  | -                  |             | -           | -           | 101    | 11     |
| gen.-giu. 2015  | Catania         | B               | 18         | 2          | CI              | 0               | 0               | -                  | -                  | -                  | -           | -           | -           | 18     | 2      |
| 2015-gen. 2016  | Salernitana     | B               | 16         | 0          | CI              | 2               | 0               | -                  | -                  | -                  | -           | -           | -           | 18     | 0      |
| gen.-giu. 2016  | Spezia          | B               | 18+3       | 3          | CI              | 0               | 0               | -                  | -                  | -                  | -           | -           | -           | 21     | 3      |
| 2016-2017       | Spezia          | B               | 31+1       | 2          | CI              | 3               | 0               | -                  | -                  | -                  | -           | -           | -           | 35     | 2      |
| ago. 2017       | Spezia          | B               | 1          | 0          | CI              | 2               | 1               | -                  | -                  | -                  | -           | -           | -           | 3      | 1      |
| Totale Spezia   | Totale Spezia   | Totale Spezia   | 51+3       | 5          |                 | 5               | 1               |                    | -                  | -                  |             | -           | -           | 59     | 6      |
| set. 2017-2018  | Novara          | B               | 33         | 1          | CI              | 0               | 0               | -                  | -                  | -                  | -           | -           | -           | 33     | 1      |
| 2018-gen. 2019  | Novara          | C               | 19         | 0          | CI+CI-C         | 4+0             | 2+0             | -                  | -                  | -                  | -           | -           | -           | 23     | 2      |
| Totale Novara   | Totale Novara   | Totale Novara   | 52         | 1          |                 | 4               | 2               |                    | -                  | -                  |             | -           | -           | 56     | 3      |
| gen.-giu. 2019  | Cosenza         | B               | 16         | 5          | CI              | 0               | 0               | -                  | -                  | -                  | -           | -           | -           | 16     | 5      |
| 2019-2020       | Cosenza         | B               | 30         | 4          | CI              | 1               | 0               | -                  | -                  | -                  | -           | -           | -           | 31     | 4      |
| 2020-2021       | Cosenza         | B               | 35         | 1          | CI              | 3               | 0               | -                  | -                  | -                  | -           | -           | -           | 38     | 1      |
| Totale Cosenza  | Totale Cosenza  | Totale Cosenza  | 81         | 10         |                 | 4               | 0               |                    | -                  | -                  |             | -           | -           | 85     | 10     |
| 2021-2022       | Reggiana        | C               | 36+2       | 2          | CI-C            | 0               | 0               | -                  | -                  | -                  | -           | -           | -           | 38     | 2      |
| 2022-2023       | Reggiana        | C               | 14         | 0          | CI+CI-C         | 1+1             | 0               | -                  | -                  | -                  | SC-C        | 1           | 0           | 17     | 0      |
| Totale Reggiana | Totale Reggiana | Totale Reggiana | 50+2       | 2          |                 | 2               | 0               |                    | -                  | -                  |             | 1           | 0           | 55     | 2      |
| 2023-gen. 2024  | Fidelis Andria  | D               | 5          | 0          | CI-D            | 2               | 0               | -                  | -                  | -                  | -           | -           | -           | 7      | 0      |
| gen.-giu. 2024  | Brusaporto      | D               | 15         | 0          | CI-D            | 0               | 0               | -                  | -                  | -                  | -           | -           | -           | 15     | 0      |
| Totale carriera | Totale carriera | Totale carriera | 543+12     | 53         |                 | 30              | 4               |                    | -                  | -                  |             | 1           | 0           | 584    | 57     |

## Palmarès

### Club

#### Competizioni nazionali
- Serie C: 1

Reggiana: 2022-2023 (girone B)